# إسحاق علي موسى
 إسحاق علي موسى  (1970 الجزائر) هو لاعب كرة قدم جزائري.

## روابط خارجية
- إسحاق علي موسى على موقع قاعدة بيانات كرة القدم.إي يو (الإنجليزية)
- إسحاق علي موسى على موقع ناشيونال فوتبول تيمز (الإنجليزية)